# Finale della UEFA Champions League 2013-2014
La finale della 59ª edizione della Champions League si è tenuta sabato 24 maggio 2014 allo Stadio da Luz di Lisbona, proponendo per la prima volta una stracittadina: a scendere in campo sono state infatti, in un derbi madrileño, le due maggiori squadre di Madrid, l'Atlético Madrid e il Real Madrid.

## Le squadre
| Squadre         | Partecipazioni precedenti (il grassetto indica la vittoria)                 |
| --------------- | --------------------------------------------------------------------------- |
| Real Madrid     | 12 (1956, 1957, 1958, 1959, 1960, 1962, 1964, 1966, 1981, 1998, 2000, 2002) |
| Atlético Madrid | 1 (1974)                                                                    |

## Il cammino verso la finale
Il Real Madrid di Carlo Ancelotti viene inserito nel Gruppo B insieme a Juventus, Galatasaray e Copenaghen. Nell'incontro d'esordio, gli spagnoli battono il Galatasaray per 6-1 in trasferta, prima di imporsi in casa per 4-0 contro il Copenaghen; nella doppia sfida con la Juventus arrivano una vittoria interna per 2-1 ed un pareggio esterno per 2-2. Il girone si chiude con due trionfi, quello casalingo per 4-1 a discapito dei turchi e quello in trasferta per 2-0 contro i danesi, che determinano il primo posto in classifica con 16 punti conquistati, derivanti appunto da cinque successi e un pari. Negli ottavi di finale vengono sorteggiati i tedeschi dello Schalke 04, battuti con un risultato complessivo di 9-2 tra andata, vinta per 6-1 in trasferta, e ritorno, trionfo per 3-1 in casa. Ai quarti incontrano un'altra squadra tedesca, il Borussia Dortmund, finalista della precedente edizione, che viene eliminato con un aggregato totale di 3-2, determinato dalla vittoria interna per 3-0 e dalla sconfitta esterna per 2-0. In semifinale affrontano nuovamente una formazione tedesca, i campioni in carica del Bayern Monaco, che vengono estromessi dal torneo con un risultato complessivo di 5-0 nel doppio confronto, vincendo sia all'andata a Madrid per 1-0 che al ritorno a Monaco di Baviera per 4-0. I Blancos agguantano così la loro tredicesima finale di Champions League, a dodici anni di distanza dall'ultimo trionfo del 2002.
L'Atlético Madrid di Diego Simeone viene inserito nel Gruppo G insieme a Porto, Zenit San Pietroburgo e Austria Vienna. Nella partita di debutto, gli spagnoli vincono per 3-1 in casa contro lo Zenit San Pietroburgo, prima di imporsi in trasferta per 2-1 contro il Porto; nella doppia sfida con l'Austria Vienna arrivano un trionfo esterno per 3-0 e una vittoria interna per 4-0. Il girone si completa con un pareggio in trasferta per 1-1 coi russi ed un successo casalingo per 2-0 contro i portoghesi, che sanciscono il primo posto in classifica con 16 punti conquistati, frutto appunto di cinque vittorie e un pari. Negli ottavi di finale vengono sorteggiati gli italiani del Milan, battuti con un risultato complessivo di 5-1 tra andata, vinta per 1-0 in trasferta, e ritorno, trionfo per 4-1 in casa. Ai quarti i connazionali del Barcellona vengono eliminati con un aggregato totale di 2-1, determinato dal pareggio esterno per 1-1 e dal successo interno per 1-0. In semifinale affrontano gli inglesi del Chelsea, sconfitti con un risultato complessivo di 3-1 nel doppio confronto, a seguito del pareggio per 0-0 a Madrid e della vittoria per 3-1 a Londra. I Colchoneros raggiungono così la loro seconda finale di Champions League, a distanza di quarant'anni dall'ultima disputata e persa nel 1974.

### Tabella riassuntiva del percorso
Note: In ogni risultato sottostante, il punteggio della finalista è menzionato per primo. (C: Casa; T: Trasferta)
| Squadra     | P.ti | G |
| ----------- | ---- | - |
| Real Madrid | 16   | 6 |
| Galatasaray | 7    | 6 |
| Juventus    | 6    | 6 |
| Copenaghen  | 4    | 6 |

| Squadra               | P.ti | G |
| --------------------- | ---- | - |
| Atlético Madrid       | 16   | 6 |
| Zenit San Pietroburgo | 6    | 6 |
| Porto                 | 5    | 6 |
| Austria Vienna        | 5    | 6 |

## Contesto
Allo stadio da Luz di Lisbona va in scena la finale tra Real Madrid, alla tredicesima presenza nell'atto conclusivo della competizione dopo l'ultimo vinto nel 2002, e Atlético Madrid, che è invece alla seconda finale dopo l'ultima persa nel 1974. Si tratta inoltre della prima finale nella storia del torneo ad essere costituita da una sfida stracittadina, nonché la seconda in cui ad affrontarsi sono due compagini spagnole dopo quella del 2000. L'allenatore dei Blancos, Ancelotti, schiera la squadra col 4-3-3: davanti al capitano Casillas, la linea difensiva a quattro è composta da Carvajal e Coentrão come terzini e da Ramos e Varane come difensori centrali. In mediana Khedira è supportato da Modrić e Di María, mentre il tridente offensivo è formato da Bale, Benzema e Cristiano Ronaldo, quest'ultimo capocannoniere della manifestazione. Il tecnico dei Colchoneros, Simeone, opta invece per il 4-4-2: davanti al portiere Courtois, la retroguardia è costituita da Juanfran e Filipe Luís come terzini e da Miranda e Godín come difensori centrali. In mediana il capitano Gabi è affiancato da Tiago, mentre sulle fasce vengono scelti Raúl García e Koke. In attacco le due punte sono Villa e Diego Costa.

## La partita
La prima parte di gara si rivela statica e bloccata, frutto dell'atteggiamento difensivista dell'Atlético Madrid, che dopo nove minuti di gioco perde Diego Costa a causa di un infortunio muscolare, con questi che viene sostituito da Adrián López. La prima vera occasione è appannaggio del Real Madrid intorno alla mezz'ora con Bale, la cui conclusione dal limite termina fuori a fil di palo. Al 36', sono tuttavia i Colchoneros a passare in vantaggio: sugli sviluppi di un calcio d'angolo, Juanfran fa sponda di testa per Godín che, sfruttando l'uscita a vuoto di Casillas, insacca in rete con un colpo di testa, firmando l'1-0. Il primo tempo si chiude dunque con l'Atlético avanti di misura.
Nella seconda frazione, i Blancos provano a spingere per trovare il pareggio, andandoci vicino con una punizione di Cristiano Ronaldo, deviata in angolo da Courtois, e con due tiri da fuori di Bale, entrambi finiti di poco a lato. Proprio quando la partita sembra avviarsi alla sua naturale conclusione, il Real trova il pari nell'ultimo minuto di recupero con Ramos, che con un imperioso colpo di testa insacca in rete un calcio d'angolo battuto da Modrić, fissando il risultato sull'1-1 e portando dunque il match ai tempi supplementari.
Dopo un primo tempo addizionale avaro di emozioni, complice un gran nervosismo e stanchezza generale, i Blancos riescono a trovare il gol del sorpasso al 110': una splendida incursione solitaria di Di María, che dribbla Tiago, Miranda e Godín, sfocia in una gran parata di Courtois, il quale però non può nulla sulla successiva ribattuta di Bale, che anticipa il subentrato Alderweireld e con un colpo di testa insacca in rete a porta sguarnita, siglando il 2-1. I Colchoneros subiscono il contraccolpo e crollano sotto i colpi del Real, che va a segno per altre due volte: al 118' con un diagonale sinistro dal limite del subentrante Marcelo e al 120' con il calcio di rigore di Cristiano Ronaldo, concesso dall'arbitro Kuipers in seguito ad un fallo di Godín ai danni dello stesso giocatore portoghese. La gara termina dunque sul punteggio di 4-1 per i Blancos, che si aggiudicano così il loro decimo trofeo continentale, mentre per l'allenatore Ancelotti si tratta del terzo (dopo quelli conseguiti sulla panchina del Milan, nel 2003 e 2007).

## Tabellino
| Arbitro: | Björn Kuipers |

|                                                              |           |           |
| S. Ramos 90+3’ Bale 110’ Marcelo 118’ C. Ronaldo 120’ (rig.) | Marcatori | 36’ Godín |

| Real Madrid | Atlético Madrid |

| P               | 1  | Iker Casillas      |        |     |
| D               | 15 | Daniel Carvajal    |        |     |
| D               | 4  | Sergio Ramos       | 27’    |     |
| D               | 2  | Raphaël Varane     | 120+3’ |     |
| D               | 5  | Fábio Coentrão     |        | 59’ |
| C               | 19 | Luka Modrić        |        |     |
| C               | 6  | Sami Khedira       | 45+1’  | 59’ |
| C               | 22 | Ángel Di María     |        |     |
| A               | 11 | Gareth Bale        |        |     |
| A               | 9  | Karim Benzema      |        | 79’ |
| A               | 7  | Cristiano Ronaldo  | 120+1’ |     |
| Panchina:       |    |                    |        |     |
| P               | 25 | Diego López        |        |     |
| D               | 3  | Pepe               |        |     |
| D               | 12 | Marcelo            | 118’   | 59’ |
| D               | 17 | Álvaro Arbeloa     |        |     |
| C               | 23 | Isco               |        | 59’ |
| C               | 24 | Asier Illarramendi |        |     |
| A               | 21 | Álvaro Morata      |        | 79’ |
| Allenatore:     |    |                    |        |     |
| Carlo Ancelotti |    |                    |        |     |

| P                    | 13 | Thibaut Courtois   |      |     |
| D                    | 20 | Juanfran           | 74’  |     |
| D                    | 23 | Miranda            | 53’  |     |
| D                    | 2  | Diego Godín        | 120’ |     |
| D                    | 3  | Filipe Luís        |      | 83’ |
| C                    | 8  | Raúl García        | 27’  | 66’ |
| C                    | 5  | Tiago              |      |     |
| C                    | 14 | Gabi               | 100’ |     |
| C                    | 6  | Koke               | 86’  |     |
| A                    | 19 | Diego Costa        |      | 9’  |
| A                    | 9  | David Villa        | 72’  |     |
| Panchina:            |    |                    |      |     |
| P                    | 1  | Daniel Aranzubía   |      |     |
| D                    | 12 | Toby Alderweireld  |      | 83’ |
| C                    | 4  | Mario Suárez       |      |     |
| C                    | 11 | Cristian Rodríguez |      |     |
| C                    | 24 | José Ernesto Sosa  |      | 66’ |
| C                    | 26 | Diego              |      |     |
| A                    | 7  | Adrián López       |      | 9’  |
| Allenatore:          |    |                    |      |     |
| Diego Simeone 120+3’ |    |                    |      |     |